# Związek Wyzwolenia Białorusi
Związek Wyzwolenia Białorusi (biał. Саюз вызвалення Беларусі) – nieistniejąca w rzeczywistości organizacja o charakterze nacjonalistycznym, o przynależność do której oskarżono w 1929 większość białoruskiej elity intelektualnej na fali walki z narodową demokracją (tzw. nac-demami). 

## Historia
Prześladowania rzekomych członków Związku lokalne GPU pod przewodnictwem Piotra Rapaporta rozpoczęło w czerwcu 1929, w okresie nasilenia walki z białoruskim nacjonalizmem. Aresztowano 108 osób oskarżonych o przynależność do Związku oraz chęć oderwania od ZSRR wschodniej części Białorusi. Wśród zatrzymanych znaleźli się Wacłau Łastouski, Alaksandr Cwikiewicz, Jazep Losik, Arkadź Smolicz, Iwan Sierada, Anton Balicki, Zmicier Żyłunowicz, Usiewaład Ihnatouski, Alaksandr Adamowicz, Janka Kupała oraz Jakub Kołas. Kupałę oskarżono o kierowanie antyradzieckim związkiem. Siedliskiem „spisku” miała być Akademia Nauk Białoruskiej SRR wraz z Inbiełkultem na czele z Ihnatouskim, który w wyniku nagonki na jego osobę popełnił 4 lutego 1931 samobójstwo. 
Pokazowy proces ciągnął się od grudnia 1930 do marca 1931 – w jego wyniku głównych oskarżonych: Żyłunowicza, Balickiego i Prypszczepaua skazano na 10 lat łagru. W 1937 wszyscy oskarżeni w procesie zostali rozstrzelani. 
W wyniku walki z tzw. nacjonalizmem białoruskim eksterminacji uległa prawie cała elita intelektualna kraju, co przyczyniło się do rusyfikacji i sowietyzacji Białorusi w następnych dekadach. 